# Oemasi
Oemasi is een bestuurslaag in het regentschap Kupang van de provincie Oost-Nusa Tenggara, Indonesië. Oemasi telt 883 inwoners (volkstelling 2010).